# Samuel Kanyon Doe Sports Complex
Samuel Kanyon Doe Sports Complex to wielofunkcyjny stadion w Paynesville, przedmieściu na wschód od stolicy Liberii – Monrovii. Jest obecnie używany głównie dla meczów piłki nożnej oraz zawodów lekkoatletycznych. Na tym stadionie swoje mecze rozgrywa reprezentacja Liberii w piłce nożnej. Stadion może pomieścić 30 000 widzów.